# Йоргос Кафтандзис
Георгиос (Йоргос) Кафтандзис (на гръцки: Γεώργιος, Γιώργος Καφταντζής) e гръцки историк, писател и поет.

## Биография
Кафтандзис е роден в сярската паланка Долна Джумая в 1920 година. Завършва Юридическия факултет на Солунския университет „Аристотел“ през 1949 г. и практикува право в Сяр, където живее до смъртта си през 1998 година. През Втората световна война взима участие в Битката за Крит, за която по късно пише романа „Дванадесет дни“. Участва в съпротивата с ЕПОН с псевдонима Малеас.
Публикува за пръв път в списанието „Ксекинима“, издавано в Солунския университет. Основава пътуваща трупа в Западна Македония. Публикува и в списанието на серския силогос „Орфей“. Член е на Солунското писателско общество. Автор е на 52 книги. Името му носи централният площад в Сяр, където има негова статуя.